# Měsíční svit na rybníku
Měsíční svit na rybníku (anglicky The Pond—Moonlight, také vystavována jako The Pond—Moonrise) je piktorialistická barevná krajinářská fotografie Edwarda Steichena. Jedná se o jednu z prvních skutečně barevných fotografií vytvořených ušlechtilým gumotiskem, který do roku 1907 v podstatě neexistoval.

## Příběh
Fotografie byla pořízena poblíž města Mamaroneck ve státu New York, poblíž domova jeho přítele a uměleckého kritika Charlese Caffina, u kterého on, jeho manželka a nově narozená dcera pobývali. Na fotografii jsou zobrazeny stromy a rybník s měsíčním svitem procházejícím mezerou mezi stromy a odrazem na rybníku. Fotografie patří k raným piktorialistickým dílům. V té době Steichen působil také jako impresionistický malíř a na snímku to je také vidět, vyzařuje z něj éterická atmosféra. Vliv temného Nocturna Jamese McNeilla Whistlera je jasně rozpoznatelný. Ve své autobiografii z roku 1963 napsal Steichen o vytvoření fotografie: „Romantické a tajemné měsíční světlo na mě velmi působilo. Samo světlo bylo pravý čaroděj - světlo tajemné a stále se měnící, se stíny, bohaté a plné tajemství.

## Proces a historie
Na počátku dvacátého století byl Steichen jedním z prvních, kdo experimentoval s barevným tiskem. V roce 1907 bratři Lumièrové obdrželi patent na použití autochromu, který nakonec umožnil barevné fotografování, ale ještě předtím vymyslel Steichen komplikovaný proces se směsí arabské gumy a barevného pigmentu nanášených na platinových nebo stříbrných deskách. Měsíční svit na rybníku je příkladem této techniky a je pokládán za jeden z prvních pokusů o barevnou fotografii (spolu s jeho fotografií Flatiron Building, 1904). Steichen upravoval své fotografie ručně, dojem barvy vytvořil tak, že na papír ručně nanášel vrstvy arabské gumy citlivé na světlo. Například aplikoval pruský modrý a bílý pigment na bázi vápníku, což jí dodalo zelenou záři. Tyto dokončovací operace dávají každému tisku jedinečný charakter. 
Aplikováním tenké vrstvy vazelíny na okraje objektivu byly kontury vágní a dosáhl impresionistického účinku.
Celý proces byl velmi pracný a nákladný, proto bylo vyrobeno a prodáno jen několik kopií snímku. Alfred Stieglitz od Steichena koupil několik barevných tisků, včetně tří Měsíčních svitů na rybníku. Fotografii publikoval v roce 1906 ve svém piktorialistickém fotografickém magazínu Camera Work, poprvé pod tímto názvem. Ve stejném roce prodal jeden ze svých tří výtisků sběrateli. Ve třicátých letech daroval další dvě kopie Metropolitan Museum of Art a Muzeu moderního umění v New Yorku. V roce 2005 Metropolitní muzeum umění také získalo tisk prodaný v roce 1906 díky nákupu Gilmanovy sbírky. Tato fotografie byla v únoru 2006 prodána za 2.928.000 amerických dolarů v aukci Sotheby's New York. V seznamu nejdražších fotografií obsadilo toto dílo druhé místo (2009). Na světě existují jen tři známé kopie této fotografie a díky ručnímu nanášení gumové vrstvy je každý tisk unikátní. Dva tisky, které nebyly v aukci, jsou v muzeální sbírce. Mimořádná prodejní cena tisku je zčásti způsobena jeho jedinečným charakterem a raritou.
O fotografii a této aukci natočila v roce 2007 dokument společnost BBC jako součást televizního seriálu The Genius of Photography.

## Galerie

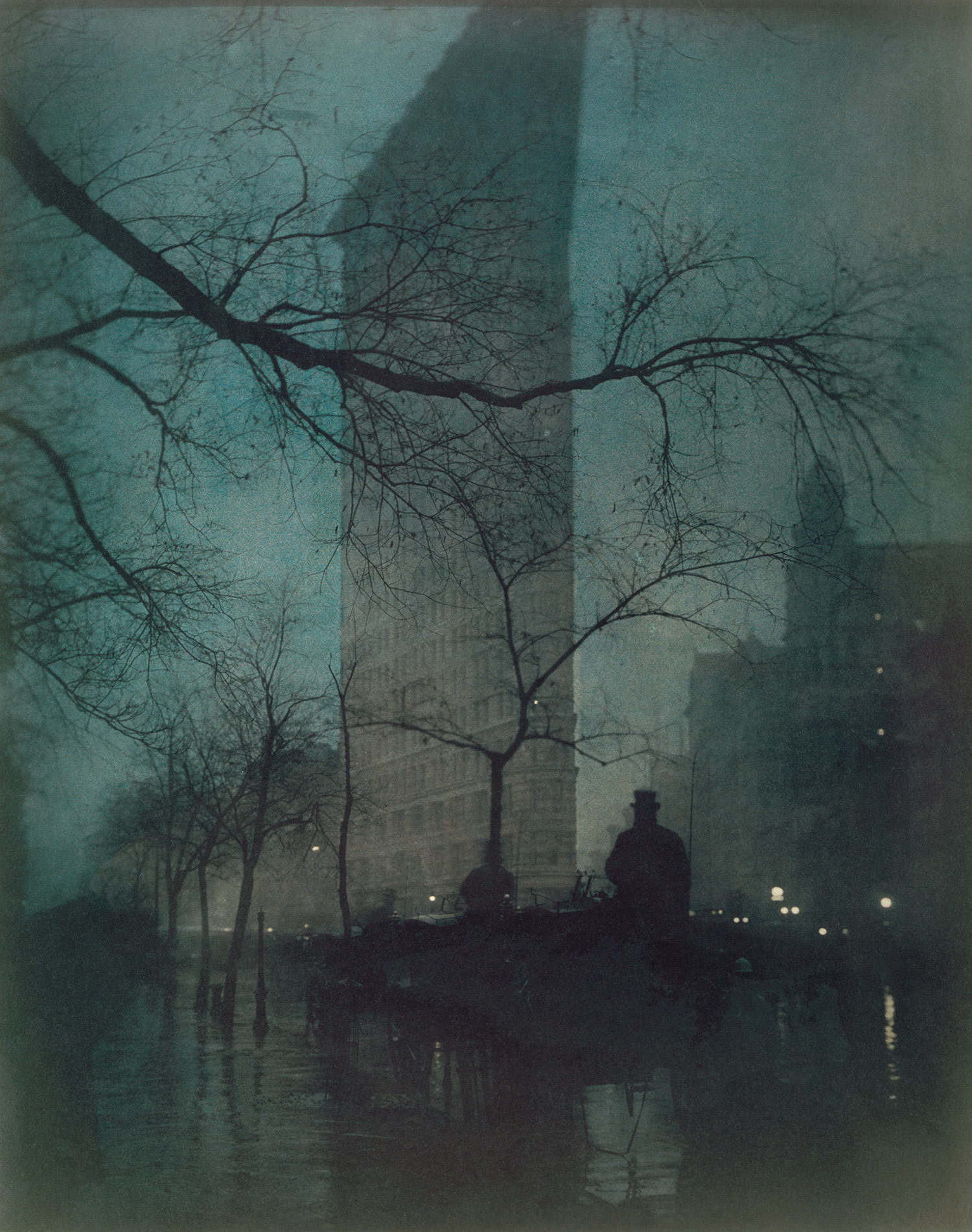
Edward Steichen: Flatiron Building, 1904, fotografie zpracovaná stejným postupem
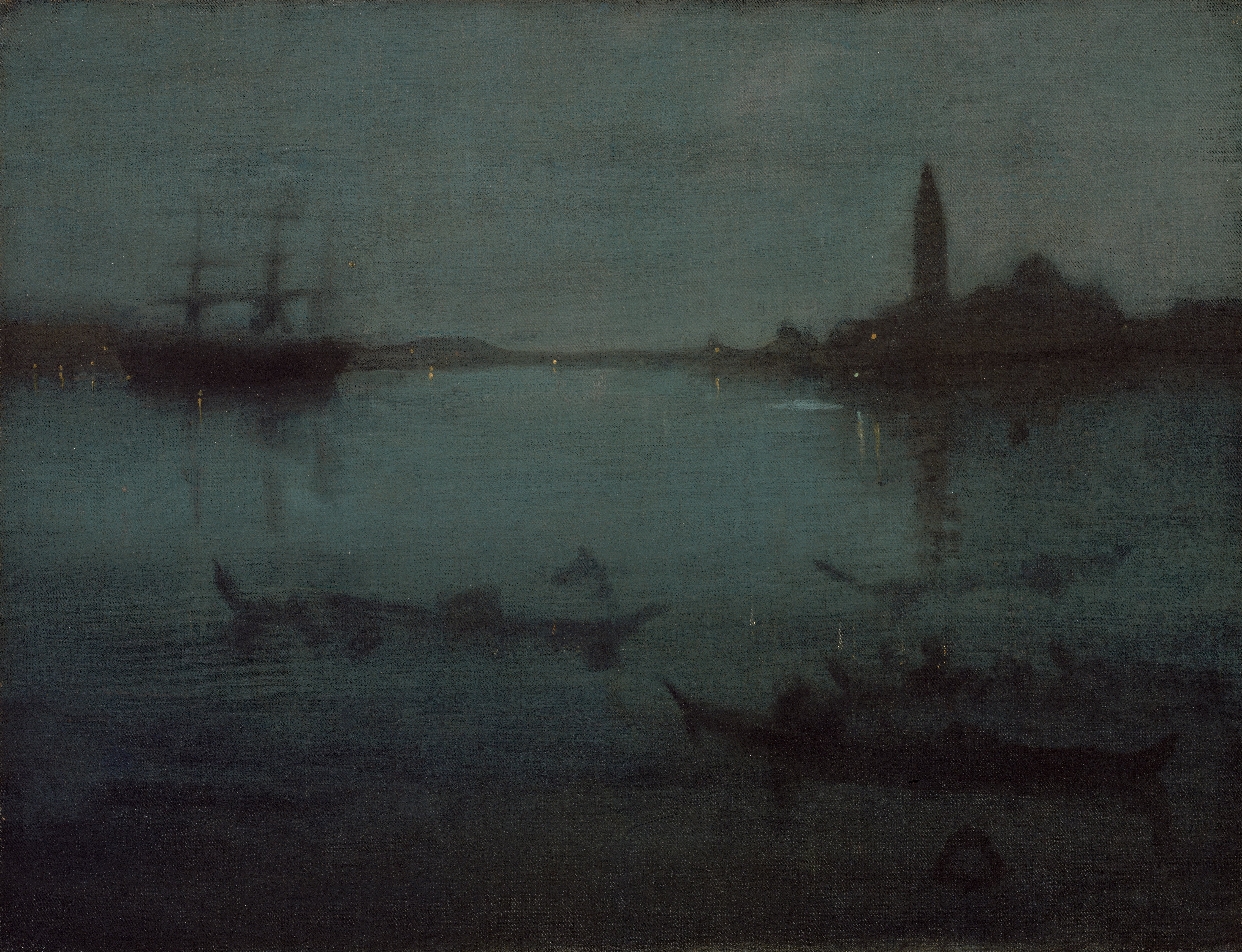
James McNeill Whistler: Nocturnes, 1870, inspirace